# ISO/IEC 18000
Die ISO/IEC 18000 ist eine ISO-Norm, welche für unterschiedliche Frequenzbänder die Spezifikation für die so genannte Luftschnittstelle bestimmt. 
Die Telegramminhalte und Details zu den verschiedenen RFID-Techniken für allgemeine und für spezielle Anwendung sind in weiteren Normen festgelegt. Insbesondere die Anwendung von RFID-Tags  für elektronische Ausweise wird in anderen ISO-Normen behandelt.
ISO/IEC 18000 besteht aus den folgenden Teilen unter dem generellen Titel Informationstechnik - Identifizierung von Waren mittels Hochfrequenz (RFID) für das Management des Warenflusses (alle Normteile liegen nur in englischer Sprache vor):
1. Teil: Referenz - Architektur und Definition der zu standardisierenden Parameter
2. Teil: Parameter für die Kommunikation auf Frequenzen unterhalb 135 kHz
3. Teil: Parameter für die Kommunikation mit passiven Tags auf der ISM-Frequenz von 13,56 MHz
4. Teil: Parameter für die Kommunikation mit aktiven Tags auf der ISM-Frequenz von 2,45 GHz
5. Teil: nicht mehr belegt
6. Teil: Parameter für die Kommunikation mit passiven Tags auf Frequenzen von 860 bis 960 MHz
7. Teil: Parameter für die Kommunikation mit aktiven Tags auf der Frequenz von 433 MHz

Die verschiedenen Teile der Norm ISO/IEC 18000 beschreiben Luftschnittstellen für die unterschiedlichen Frequenzbänder, um die frequenzabhängigen physikalischen Verhaltensweisen in Übereinstimmung mit anderen Nutzungen in diesen Frequenzbändern bestmöglich nutzen zu können.
Konformitätstestmethoden für ISO/IEC 18000 sind in ISO/IEC 18047, Performanztestmethoden in ISO/IEC 18046 definiert.
Die aktiven NFC-Tags mit der ISM-Frequenz 13,56 MHz werden unter den Normen ISO/IEC 13157, -16353, -22536, -28361 behandelt. 
Die Datensicherheit bei der Nutzung von RFID-Tags wird nach den Common Criteria for Information Technology Security Evaluation (ISO/IEC 15408) qualifiziert.
Das RFID-Emblem ist unter ISO/IEC 29160 definiert. 

## Referenzen
- ISO/IEC 18000-1:2008 Information technology -- Radio frequency identification for item management -- Part 1: Reference architecture and definition of parameters to be standardized
- ISO/IEC 18000-2:2004 Information technology -- Radio frequency identification for item management -- Part 2: Parameters for air interface communications below 135 kHz
- ISO/IEC 18000-3:2008 Information technology -- Radio frequency identification for item management -- Part 3: Parameters for air interface communications at 13,56 MHz
- ISO/IEC 18000-4:2008 Information technology -- Radio frequency identification for item management -- Part 4: Parameters for air interface communications at 2,45 GHz
- ISO/IEC 18000-6:2004 Information technology -- Radio frequency identification for item management -- Part 6: Parameters for air interface communications at 860 MHz to 960 MHz
- ISO/IEC 18000-7:2008 Information technology -- Radio frequency identification for item management -- Part 7: Parameters for active air interface communications at 433 MHz